# 1. proletarski korpus (NOVJ)
1. proletarski korpus je bil partizanski korpus, ki je deloval kot del NOV in POJ v Jugoslaviji med drugo svetovno vojno.
Korpus je bil ustanovljen 5. oktobra 1943.

## Sestava
- 1. proletarska divizija
- 6. proletarska divizija